# Démocédès

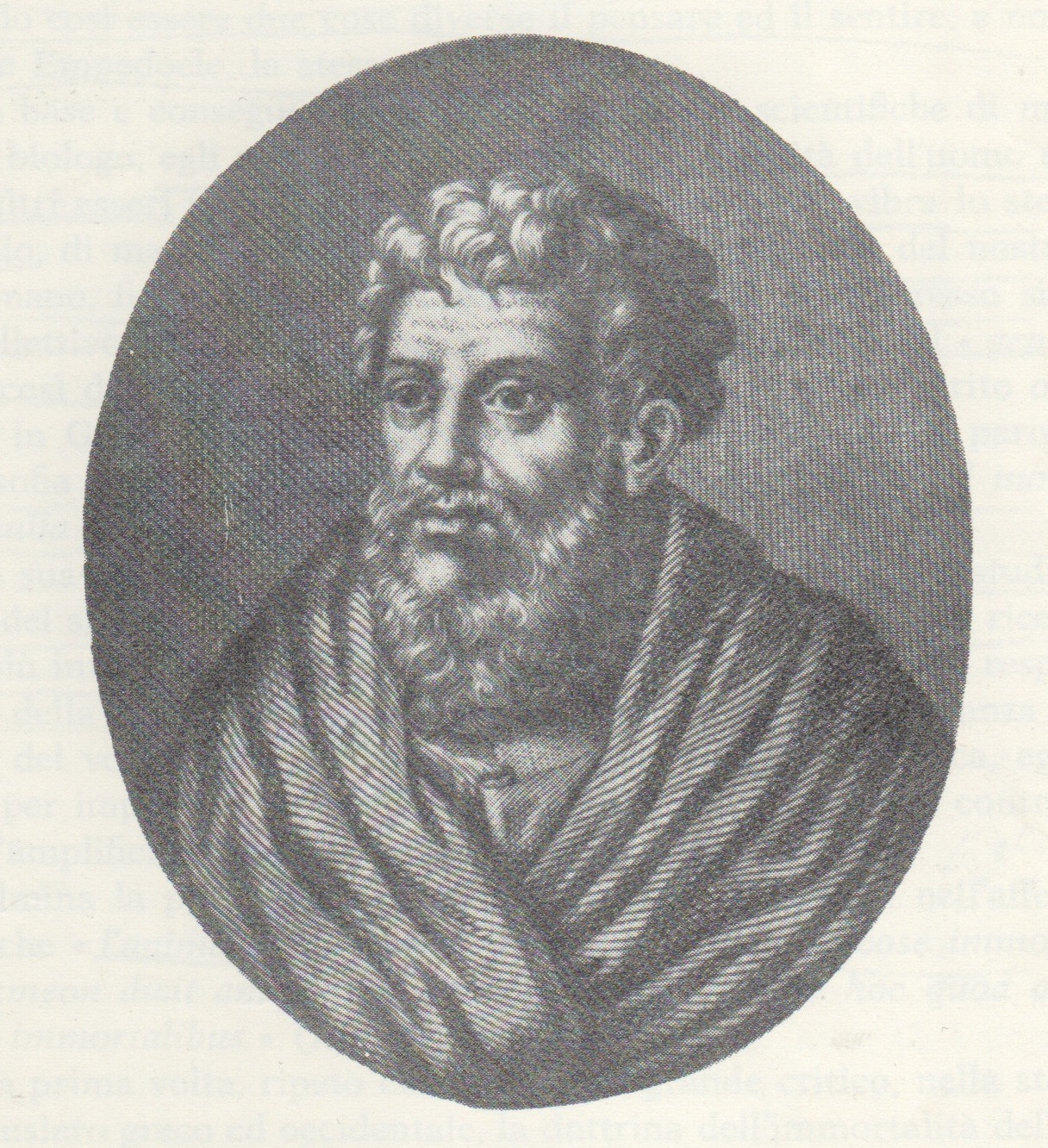
Estampe représentant Démocédès

Démocédès de Crotone, né vers 558 av. J.-C, est un physicien et médecin grec au service de la cour de Darius Ier.

## Biographie
Son père était Calliphon, prêtre d'Asclépios ; Démocédès a commencé dans le service civil d'Athènes et d'Égine, puis est entré au service de Polycrate. En 522 av. J.-C., Démocédès et son entourage furent tous capturés comme des Lydiens par le Satrape de Sardes Oroitès et envoyés à Suse.

## La cour de Darius
Un jour Darius Ier se foula la cheville pendant qu'il chassait. Ses docteurs égyptiens ne purent rien pour sa cheville, mais Démocèdes, lui, fut capable de la soigner, ce qui lui valut beaucoup d'estime, au point de manger en présence de l'empereur. Il fut le premier des médecins grecs à être admis à la cour persane. Il vécut dans ce que les Perses appelaient le luxe. Néanmoins, il a toujours désiré rentrer en Grèce, sa terre natale. Plus tard, la femme de Darius, Atossa, souffrit d'un ulcère du sein. Quand Démocédès le soigna, on lui accorda en récompense la liberté de rentrer en Grèce, de manière définitive.

## Le retour en Grèce
Il rentre en Grèce comme passager sur un bateau de reconnaissance pour une future campagne militaire. Trois bateaux phéniciens furent envoyés avec une quinzaine de nobles persans ; durant la dernière moitié du voyage, la flotte s'arrêta à Tarente, où Démocédès s'échappa avec la complicité du roi de la ville. Après sa fuite, méfiant à l'égard des Perses, il revient à Crotone et devint le gendre de Milon de Crotone.